# Diocèse de Puerto Iguazú
Le diocèse de Puerto Iguazú (en latin : Dioecesis Portus Iguassuensis ; en espagnol : Diócesis de Puerto Iguazú) est un diocèse de l'Église catholique en Argentine, suffragant de l'archidiocèse de Corrientes.

## Territoire

Le diocèse d'Iguazú en rouge

Il comprend cinq départements de la province de Misiones: Eldorado, General Manuel Belgrano, Iguazú, Montecarlo et San Pedro ce qui représente un territoire de 18 658 km2 divisé en 36 paroisses.
Le siège épiscopal est dans la ville de Puerto Iguazú où se trouve la cathédrale Notre-Dame-du-Carmel.

## Historique
Le diocèse est érigé le 16 juin 1986 par la constitution apostolique Abeunt alterna vice du pape Jean-Paul II en prenant une partie du territoire du diocèse de Posadas. Il est nommé suffragant de l'archidiocèse de Corrientes.
Le 13 juin 2009, il cède une portion de son territoire pour la création du diocèse d'Oberá.

## Évêques
- Joaquín Piña Batllevell, S.J (16 juin 1986 - 3 octobre 2006)
- Marcelo Raúl Martorell (3 octobre 2006 - 8 mai 2020)
- Nicolás Baisi, depuis le 8 mai 2020